# ساموئل تر-ساهاکیان
ساموئل تر-ساهاکیان (ارمنی: Սամվել Տեր-Սահակյան؛ زادهٔ ۱۹ سپتامبر ۱۹۹۳) شطرنج‌باز اهل ارمنستان است؛ که از سوی فیده عنوان استادبزرگ شطرنج را کسب نموده‌است. وی در سال ۲۰۱۱ پس از روبرت هوهانیسیان به مقام دوم مسابقات قهرمانی شطرنج ارمنستان دست یافت. وی در همان سال به مقام قهرمانی رده سنی زیرهیجده‌سال جهان دست یافت.

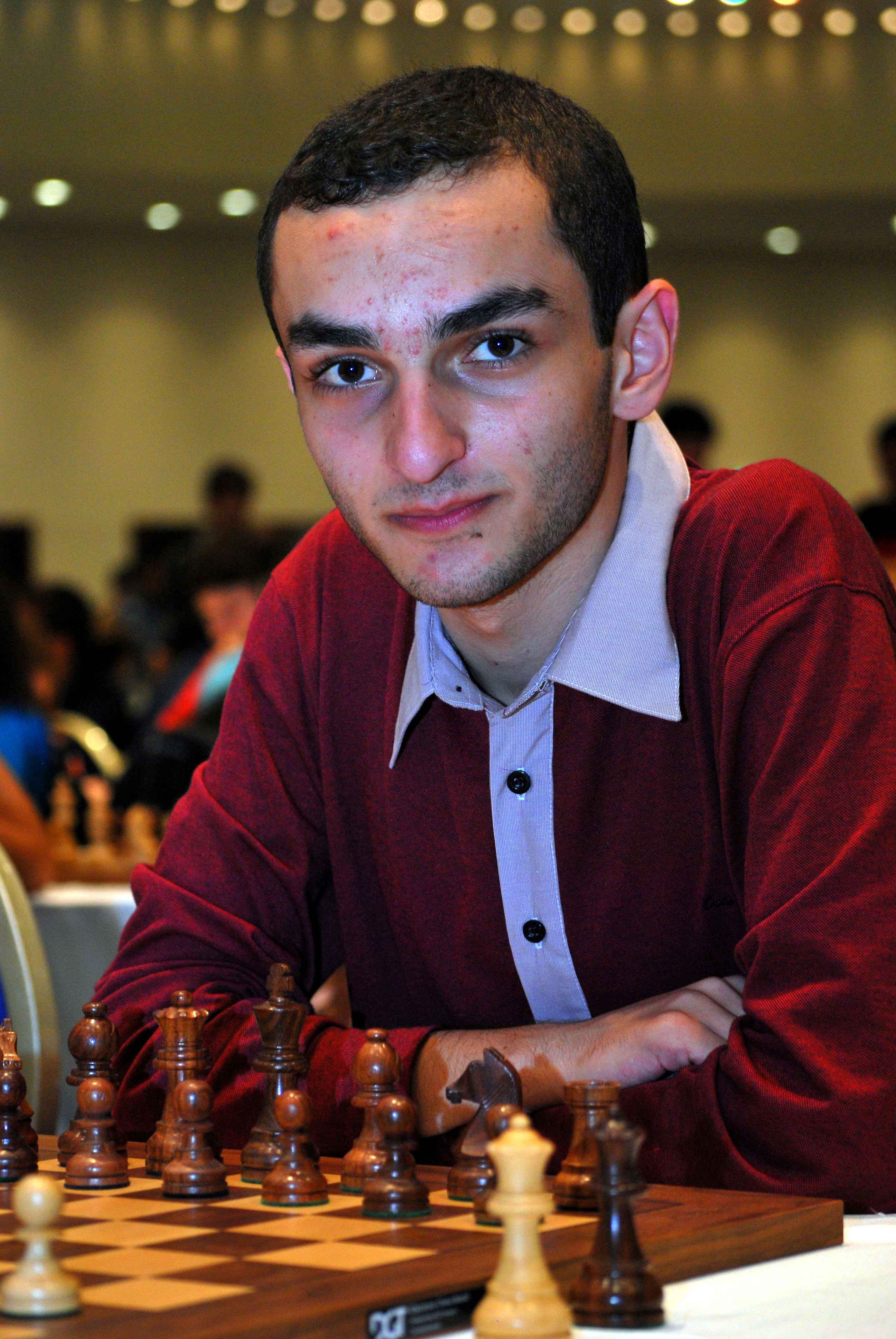

| به‌دلیل برخی مشکلات فنی، نمودارها موقتاً قابل مشاهده نیستند. اطلاعات بیشتر پیرامون این مشکل در فابریکاتور و وبگاه مدیاویکی در دسترس است. | |
| | به‌دلیل برخی مشکلات فنی، نمودارها موقتاً قابل مشاهده نیستند. اطلاعات بیشتر پیرامون این مشکل در فابریکاتور و وبگاه مدیاویکی در دسترس است. |